# UTC−09:30
Giờ UTC−9:30 được sử dụng tại:
- Polynesia thuộc Pháp
  - Quần đảo Marquesas

Thời gian này hiện tại: 11/03/2025 02:27:36